# Isaak Boleslavski
Isaak Yefremóvich Boleslavski (en ruso, Исаа́к Ефремович Болеславский, Zolotonosha, Ucrania, 9 de junio de 1919-Minsk, Bielorrusia, 15 de febrero de 1977) fue un ajedrecista soviético-ucraniano.

## Biografía
Aprendió a jugar al ajedrez solo, leyendo libros, desde los nueve años. En sus inicios, durante una decena de años, apenas encontró rivales de su altura. La Escuela soviética de ajedrez aún no existía, y los adversarios de categoría escaseaban. Esto explica su gusto por la teoría y su aproximación libresca al juego. Con esta preparación ganó el campeonato de Ucrania de 1938. Aunque era un táctico de gran talento, era aún débil en estrategia y en finales. También tenía una insuficiente preparación física.
Poco a poco Boleslavski ascendió en la jerarquía rusa y pasó a ser miembro del equipo soviético. Aunque no fue convocado para el campeonato del mundo de 1948, quedó tercero en el torneo interzonal del ciclo de la FIDE, y se clasificó para el torneo de candidatos de 1950. Se mantuvo sin perder ninguna partida hasta la última ronda, en la que perdió ante Bronstein. Tras esta derrota Boleslavski pensaba que no tenía ninguna posibilidad de ser campeón del mundo. Según Brónstein, se dejó ganar deliberadamente porque prefería enfrentarse a Botvínnik en un torneo a tres, Botvínnik, Brónstein y Boleslavski. Pero su propuesta de un encuentro triangular fue rechazada.
A partir de ese momento y del siguiente torneo de candidatos, ya no se situaría entre los primeros. Se dedicaría entonces a su tarea de teórico y entrenador. Primero asesoró a Brónstein contra Botvínnik, sin éxito. Después, dirigió a Vassily Smyslov y a Tigran Petrosian en su ascenso al título mundial.
Hizo grandes aportaciones en el terreno de las aperturas. Sus partidas revisten siempre un gran interés para los jugadores que desean comprender los sistemas de aperturas modernas.
Boleslavski fue uno de los jugadores más apreciados de su tiempo, sin embargo topó con una generación de ajedrecistas soviéticos muy sobresalientes: Botvínnik, Tal, Bronstein, etc. Jugó once campeonatos de la URSS, entre 1940 y 1961. Nunca llegó a ganarlo, pero quedó segundo dos veces.